# Muhó Nölke
Muhó Nölke róši (japonsky: ネルケ無方, * 1968) se stal opatem Antaidži v roce 2002.
Narodil se v roce 1968 v Berlíně a vyrostl v Západním Německu. V 16 letech jej na střední škole seznámil se zazenem jeden z jeho učitelů a on ihned pocítil touhu stát se zenovým mnichem. Aby se připravil na pobyt v Japonsku studoval na berlínské univerzitě japonštinu, společně s filozofií a fyzikou. Během studia absolvoval jeden rok na Kjótské univerzitě a poprvé slyšel o Antaidži. Ve svých 22 letech tam strávil půl roku jako laický praktikant.
O tři roky později vysvětil róši Mijaura Šinjú Muhóa, který mezitím ukončil svá vysokoškolská studia, na mnicha. Kromě Antaidži podstoupil Muhó jednoroční trénink v rinzai-zenovém klášteře Tófukudži a v Hoššindži v Obamě.
Když obdržel od svého učitele róšiho Mijaury předání dharmy (šihó) rozhodl se žít jako mnich v bezdomoví v parku uprostřed Ósaky, kde vedl skupinu, která provozovala zazen. Bylo mu 33 let.
Po šesti měsících, v únoru 2002, se nicméně dozvěděl o náhlé smrti svého učitele a byl povolán zpět do kláštera Antaidži, kde se stal na jaře téhož roku jeho devátým opatem. Od roku 2002 je Muhó ženatý a má dceru a syna.